# 相馬省三
相馬 省三（そうま しょうぞう、1870年（明治3年）7月17日 - 没年不明）は、日本の実業家、北海道多額納税者。相馬商店副社長。相馬商店、函館貯蓄銀行各取締役。相馬合名代表。族籍は北海道平民。

## 人物
北海道人・2代相馬哲平の弟。初代相馬哲平の二男。相馬確郎の養叔父。相馬市作の養弟。1906年、分家した。金融業を営んだ。貴族院多額納税者議員選挙の互選資格を有した。宗教は曹洞宗。北海道在籍で、住所は北海道函館市大町。

## 家族・親族
相馬家
- 妻・スミ（1876年 - ?、北海道、小野宗四郎の長女）[1][6]
- 長男・一郎[1][6]（30歳で亡くなる[10]）
  - 同妻トク（1898年 - ?、新潟、小野守家の姉）[5][6]
  - 同長男[1][5][6]
  - 同長女[5]
- 三男・三吉（1902年 - ?）[5]
  - 同長男[5]
- 四男・四郎（1906年 - ?）[5]
  - 同妻キク（北海道、石橋光之助の長女）[1][6]
  - 同長女[5]
- 五男・五郎[1]（1910年 - ?、京都帝国大学卒業[10]、帝国電力に勤務[10]）
- 六男・六郎（1916年 - ?）[1]
- 養子・庸一（1902年 - ?、長女・カノの夫[6][8]、34歳で亡くなる[10]）
  - 同長男[5]
  - 同二男[5]
- 長女・カノ（1908年 - ?）[8][10]
- 二女・ミノ（1913年 - ?、北海道、木島健治の妻）[6]
- 三女・ソノ（1919年 - ?）[9]
- 孫[5][6]